# Gato por liebre (Metástasis)
«Gato por Liebre» es el segundo episodio de la primera temporada de Metástasis.
'Walter' y 'José Miguel' tratan de atar cabos sueltos, pero la situación se vuelve cada vez más compleja rápidamente. Mientras, 'Cielo' empieza a sospechar del comportamiento de Walter.

## Introducción
'Walter' termina de hacer el amor con 'Cielo' (retomando desde donde termina el episodio anterior), se levanta para ir al baño a mojarse la cara en el baño y se detiene a observarse en el espejo durante unos segundos, pero después se desmaya.
Doce horas antes, un nativo americano ayuda a Walter y a "José Miguel' sacando el autobús de la zanja en la que estaba y ambos le pagan. Cuando Walter trata de arrancar, ambos tienen una pequeña discusión ya que José Miguel se niega a aparcar el autobús en su casa. Se ve que la máscara antigás que Walter lanzó lejos sigue en el desierto detrás de una roca y se olvidan de recogerla. Los dos se ponen de acuerdo en separarse y no volver a verse en cuanto se encarguen de los cuerpos de Emilio y El Loco que están en el autobús. Sin embargo, en cuanto Walter consigue hacer que arranque el autobús, ambos escuchan un ruido y se asoman, descubriendo que uno de los dos hombres sigue vivo.

## Historia
La mañana siguiente, 'Walter' despierta desnudo en el suelo de su baño y luego se une a su familia en el desayuno, pero es interrumpido por una llamada de 'José Miguel' (fingiendo ser de la compañía telefónica) para hablar con Walter sobre el problema con el cuerpo de Emilio y El Loco, quien no está muerto. Walter le dice que no podrá ayudarlo hasta que salga del trabajo y luego va al colegio. 'Cielo' hace una llamada al mismo número y escucha un contestador de alguien joven que habla con mucha jerga.
Durante su clase, Walter alucina que un estudiante le dice "asesino" en vez de algo relacionado con el tema y luego va al almacén para llevarse ácido fluorhídrico. Mientras tanto, José Miguel escucha ruido que viene del interior del autobús, mira desde la ventana de su casa y descubre que la puerta está totalmente abierta: El Loco ha huido.
De camino a la casa de Rosas, Walter encuentra a 'El Loco' aturdido deambulando por la calle y se acerca a él mientras conduce. Al reconocerle, El Loco empieza a correr para escapar, pero choca con un árbol y Walter lo recoge y lo mete en su auto.
En la casa de los Blanco, Cielo busca en internet el número al que llamó antes y descubre una dirección y un nombre. Siguiendo la búsqueda con el nombre de José Miguel encuentra su página que contiene su perfil e intereses.
Walter lleva a El Loco inconsciente de vuelta a la casa de José Miguel y ambos lo encadenan al sótano con un candado de bicicleta en su cuello. Después, los dos discuten acerca de lo siguiente que tienen que hacer. La primera prioridad es encargarse del cuerpo de Emilio sin dejar ninguna pista, y Walter piensa que la mejor idea es disolver el cuerpo químicamente con el ácido fluorhídrico.
También deciden que tendrán que matar a El Loco, por lo que juegan piedra, papel o tijeras para que el ganador decida lo que hará. José Miguel es el ganador y resuelve encargarse del cuerpo, de modo que recae sobre Walter la tarea de eliminar a El Loco. Walter manda a José Miguel a comprar botes de un tipo de plástico específico en el que podrán disolver el cuerpo, sin embargo José Miguel no es capaz de encontrar algo lo suficientemente grande y no lo compra.
En la casa, Walter piensa en asfixiar a El Loco, pero luego no es capaz de hacerlo y en vez de eso acaba llevándole un sándwich y varios objetos para higiene personal. Además, Walter acaba fumando la marihuana de Rosas durante su estrés. Al regresar José Miguel, Walter le cuenta que no pudo matar a El Loco y le promete hacerlo el día siguiente, pero tiene que irse ya que Cielo tiene cita en el médico por su embarazo.
Walter se reúne con Cielo para la ecografía y ambos descubren que esperan a una niña. Cielo habla a Walt sobre el tema de José Miguel y él se inventa que este último le vende marihuana. Cielo se queja recordándole a Walter que su cuñado es un agente de la Policía de Antinarcóticos, pero Walter le responde que le gustaría que ella dejase de agobiarle.
En casa de Rosas, él fuma metanfetamina y luego decide que es el momento de sacar a Emilio del autobús y llevarlo a la casa.
Justo cuando lo toma y empieza a arrastrarlo, Cielo aparece en la entrada. José Miguel hace todo lo posible para que ella no vea el cuerpo y Cielo le cuenta que su cuñado es un agente de Antinarcóticos y es un aviso para que deje de venderle marihuana a Walter. José Miguel promete no volver a hacerlo y Cielo se va tras recomendarle un cambio de oficio.
Al estar solo otra vez, Rosas sigue trasladando el cuerpo a la casa y luego lo sube por las escaleras hasta el baño del segundo piso. Allí coloca el cuerpo en la bañera para luego llenarla con el ácido fluorhídrico mientras habla consigo mismo, enfadado por los problemas que le causa Walter.
Cuando Walter regresa a la casa, encuentra a José Miguel fumando metanfetamina otra vez. José Miguel le informa sobre la visita de Cielo y sobre el tema de Emilio, diciéndole que no tenía que haber ido por la ciudad buscando un estúpido plástico teniendo una buena bañera que puede utilizar. Tras oírlo, Walter corre hacia el pasillo situado en el piso bajo el que está el baño. Se ve cómo gotea líquido caliente desde el tejado, donde hay una mancha de sangre. De pronto, el techo se derrumba junto con un grumoso fluido rojo de sangre.
Walter se gira hacia José Miguel y le dice que el estúpido plástico que él le pidió es el único material por el que no pasa el ácido fluorhídrico, que es capaz de disolver todo tipo de materiales tales como metales, rocas, cristales y cerámica.
En el desierto, dos niños nativos americanos juegan a la pelota cuando de repente la niña descubre que hay algo detrás de una roca. El objeto resulta ser la máscara antigás de Walter y la niña la recoge y la pone en su cabeza para jugar.

## Reparto

### Actores principales
- Diego Trujillo - Walter Blanco
- Roberto Urbina - José Miguel Rosas
- Sandra Reyes - Cielo Blanco
- Diego Garzon - Walter Blanco Jr.

### Actores invitados
- - El Loco
- - Emilio Molina (solo el cuerpo)

- Datos: Q25411671